# 대장용종
대장용종(大腸茸腫, 영어: colon polyp)은 대장에 생긴 용종이다. 주된 원인은 잘못된 식생활 습관이 형성되는 것이 가장 큰 요인으로 꼽히게 된다. 채식을 적게 하거나 금기시하는 것이 계속 매이는 대신 육류, 인스턴트 식품, 동물성 지방, 정크 푸드, 패스트 푸드, 트랜스지방 등을 다량으로 섭취할 때 생겨난 일종의 질환이기도 하다.다른 의미로는 대장폴립(大腸Polyp)이라고 한다.

## 대장용종(Colorectal polyp)
직장 결장 폴립은 결장이나 직장의 내벽에서 발생하는 폴립 (다육종 성장)이다. 치료되지 않은 대장 폴립은 대장암으로 진행될 수 있다.
대장 폴립은 종종 그들의 행동 (즉, 양성 대 악성) 또는 원인 (예를 들어, 염증성 장 질환의 결과로서)으로 분류된다 이들은 양성 (예를 들어,과 형성성 용종), 전 악성 (예를 들어, 관상 선종) 또는 악성 (예를 들어, 결장 직장 선암)

### 징후와 증상
대장 폴립은 보통 증상과 관련이 없다. 증상이 나타나면 직장 출혈, 피 묻은 변, 복통 및 피로 등의 증상이 나타난다. 직장 출혈과 피의 변에 의한 만성 출혈로 인해 때때로 철 결핍 성 빈혈이 나타난다. 다른 증상은 특히 점액 샘종과 관련된 점액 생성이 증가할 수 있다. 점액을 많이 생산하면 때때로 저칼륨 혈증을 일으킬 수있는 칼륨이 손실된다. 변비 및 설사를 포함하여 대변 습관의 변화가 발생할 수 있다. 때때로 폴립이 장 폐쇄를 일으킬 정도로 크면 메스꺼움, 구토 및 심한 변비가 있을 수 있다.

#### 구조
폴립은 유 경성 (줄기에 의해 장 벽에 부착 됨) 또는 정착 (벽에서 직접 성장) 중 하나이다. 외형의 분류 외에도 관상 선종 인 관상 선종, 표면에 돌출과 같은 긴 손가락 인 융모 선종, 두 가지의 특징을 가진 관상 동맥 선종으로 조직학적으로 구분된다.

#### 유형
가장 일반적인 일반적인 분류는 다음과 같다.
1.증식성
2.신생물 (선종 성 및 악성 종양)
3.과민성
4.염증성

##### 과형성성 용종
대부분의 과형성성 용종은 원위 결장과 직장에서 발견된다. 그들은 악성 잠재력이 없으며, 정상 조직보다 결국 암이 될 가능성이 더 이상 없다는 것을 의미한다.
과형성 용종은 톱니 형 폴립이다. 과형성 용종은 세 가지의 조직 학적 형태의 성장 : 미세 소포체, 잔 세포 및 점액 가난한 사람.
과형성 용종증 증후군은 세계 보건기구 (World Health Organization)에 의해
1. S 형 결장에 인접한 5 개 이상의과 형성성 용종 (직경이 10mm 이상인 두 개의 폴립)
2. hyperplastic polyposis syndrome이있는 1 도의 친척이있는 S 상 결장에 가까운 과형성 용종
3. 결장 및 직장 전반에 걸쳐 30 가지 이상의 과형성 용종
악의적인 잠재성을 보이지는 않는다고 생각되지만, 과형성 폴립은 결장의 오른쪽에서 악성 잠재력을 나타낸다. 이것은 DNA 불일치 복구 경로에 영향을 미치는 여러 돌연변이를 통해 발생한다. 따라서 복제 중 DNA 변이는 고쳐지지 않는다. 이것은 microsatellite 불안정성을 초래하여 결장의 오른쪽에 있는 용종에서 악성 변이를 일으킬 수 있다.

##### 가족 성 대장 용종증 (FAP)
FAP은 염색체 q521에 위치한 APC 유전자를 포함하는 유전성 암 증후군의 한 형태이다. 이 증후군은 1863년 Virchow에 의해 그의 결장에 다발성 폴립을 가진 15 세 소년에게 처음 설명되었다. 이 증후군은 조기에 다발성 용종의 발병과 관련이 있으며, 치료를받지 않은 사람들은 결국 모두 암을 일으킬 것이다. 이 유전자는 돌연변이가있는 사람에서 100 % 발현되며 상염색체 우성이다. 10 %에서 20 %의 환자가 부정적 가족력을 가지며 자발적인 생식선 돌연변이로 인한 증후군을 갖는다. 새로 진단받은 환자의 평균 연령은 29 세이며 새로 발견된 대장 암의 평균 연령은 39 세이다. [6] 치료를받는 어린 나이에 대장 암 검진을받는 사람들은 감염된 조직을 제거하여 수술을하는 것이 좋다.

##### 린치 증후군
린치 증후군이나 HNPCC는 유전성 대장 암 증후군으로도 알려지지 않았다. 그것은 미국에서 가장 흔한 대장 암의 유전 적 형태이며 암의 모든 사례 중 약 3 %를 차지한다. 그것은 처음으로 알더 S. Warthin에 의해 1885년 미시간 대학에서 인정 받았다. 나중에 암의 비교적 조기 발병 (평균 연령 44 세), 근위 병변의 대부분이 점액 성 또는 불완전하게 분화 된 선암,보다 많은 동기 및 이시성 병변을 가진 환자들과 상 염색체 우성 변이 패턴을 확인한 Henry Lynch 암세포 및 외과 적 수술 후 양호한 결과를 보였다. 암스테르담 기준은 근본적인 유전 메커니즘이 이루어지기 전에 린치 증후군을 정의하는 데 처음에 사용되었다. 이 기준은 환자가 가족을 3 명 가지고 있어야하고, 대장 암으로 진단받은 2 세 이상이 1 세 이상이며, 진단 당시 50 세 미만의 사람이 있다. 암스테르담 기준은 너무 제한적이어서 나중에 자궁 내막 암, 난소 암, 위암, 췌장암, 소장 암, 요관 암 및 신장 골반 암을 포함하도록 확대되었다. 증후군에 걸린 환자에서 나타나는 암의 위험이 증가하는 것은 DNA 복구 메카니즘의 기능 장애와 관련이있다. 분자 생물 학자들은이 증후군을 hMSH2, hMSH1, hMSH6, hPMS2와 같은 특정 유전자에 연결시켰다.

##### Peutz-Jeghers 증후군
창자 조직의 성장을 방해하는 과민성 폴립을 나타내는 상 염색체 우성 증후군 및 입, 입술 및 손가락의 심낭의 과다 색소 침착. 증후군은 1896년 허치슨 (Hutchinson)에 의해 최초로 기록되었으며 이후에는 퓌쯔 (Peutz)에 의해 별도로 기술되었으며, 1940년에는 다시 징거스 (Jeghers)에 의해 다시 기술되었다. 이 증후군은 세린 - 트레오닌 키나아제 11 또는 STK11 유전자의 기능 장애와 관련이 있으며, 장의 암 발병 위험이 2 ~ 10 % 증가한다. 이 증후군은 또한 유방, 난소, 자궁 경관, 난관, 갑상선, 폐, 담낭, 담관, 췌장 및 고환을 포함하는 외인성 암 위험을 증가시킨다. 폴립은 종종 출혈을 일으키고 수술을 필요로하는 장애를 일으킬 수 있다. 1.5 cm보다 큰 모든 폴립은 제거가 필요하며 환자는 2년마다 악성 종양을 면밀히 관찰하고 검사해야한다.

##### 청소년 용종증 증후군
장내 암과 비장 세포 암의 위험이 증가하는 상 염색체 우성 증후군이다. 소장에서 단백질 손실로 인해 혈청 알부민이 적어지면서 창자의 출혈과 폐색이 나타난다. 이 증후군은 50 %의 경우에 나타나는 종양 억제 유전자 인 SMAD4의 기능 장애와 관련이있다. 다발성 폴립이 여러 개인 경우 악성 종양이 발생할 확률이 10 % 이상이며 복강 내 절제술을 시행하고 직장 내시경 검사를 통해 밀접한 모니터링이 필요하다. 어린 용종이있는 사람에게는 내시경 적 폴립 절제술을 시행해야한다.

##### 종양 용종
신 생물은 세포가 정상적인 분화를 잃은 조직이다. 양성 성장이나 악성 성장 일 수 있다. 악성 종양에는 1 차 또는 2 차 원인이있을 수 있다. 선종 성 용종은 암의 선구 세포로 간주되며 암세포가 악성 세포를 통과하면 침윤성이된다. 점막이 아래의 세포를 침범한다. lamina propria 위에 보이는 모든 세포의 변화는 침윤성이없는 것으로 간주되고 이형성 또는 형성 이상으로 분류된다. 근골격계에 침투 한 모든 침윤성 암종은 임파선 전이 및 국소 재발의 가능성이 있으며보다 적극적이고 광범위한 절제술이 필요하다. Haggitt의 기준은 암이 포함된 폴립의 분류에 사용되며 침투 깊이에 기반한다. Haggitt의 기준은 수준 0에서 수준 4까지이며, 정의 상 감염성 용종증의 모든 침윤성 암종은 4 등급으로 분류된다.
0 단계 : 암은 근육 점막을 관통하지 않는다.
1 단계 : 암은 근막 점막을 관통하여 아래의 점막하 층으로 침범하지만 폴립의 머리에만 국한된다.
2 단계 : 암은 폴립 (polyp)의 목과 관련되어 침범한다.
3 단계 : 암은 스토킹의 모든 부분을 포함하여 침범한다.
4 단계 : 암은 용종의 줄기 아래의 점막 밑을 통과하지만 장 벽의 근육층의 돌출부 위로 침범한다.

#### 진단
대장 폴립은 대변 잠혈 검사, 융통성 S 상 결장경 검사, 대장 내시경 검사, 가상 대장 내시경 검사, 디지털 직장 검사, 바륨 관장 또는 알약 카메라를 사용하여 감지 할 수 있다.
악성 잠재력은
-형성 장애 정도
-용종 유형
-관상 선종 : 암 위험이 5 %
-Tubulovillous 선종 : 암의 20 % 위험
-Villous adenoma : 40 % 암 발병 위험
-폴립의 크기
-<1 cm = 암 위험이 1 % 미만
-1-2 cm = 암 발병 위험도 10 %
-> 2 cm = 암의 50 % 위험

#### 예방
식이 요법과 생활 양식은 대장 폴립의 형성 여부에 큰 역할을한다고 알려져 있다. 연구에 따르면 요리 된 녹색 채소, 현미, 콩과 식물 및 말린 과일의 섭취와 대장 폴립의 발생률 감소 사이에는 보호적인 관계가 있음을 보여준다.

#### 치료
폴립의 줄기를 자르고 출혈을 예방하기 위해 와이어 루프를 사용하여 대장 내시경 검사 또는 S 자 결장경 검사 중에 폴립을 제거할 수 있다. 크고, 편평하며, 옆으로 전이하는 선종 (adenoma)을 나타내는 많은 "도전적"폴립은 내시경 적 점막 절제술 (EMR)이라는 내시경 점막 절제술 (EMR)로 제거 될 수 있다. 이러한 기술은보다 침습적 인 결장 절제술의 대안으로 사용될 수 있다.

## 같이 보기
- 용종